# Maksym Vasyliev
Maksym Vasyliev, né le 14 avril 1990 à Zavorichi, est un coureur cycliste ukrainien. Il participe à des compétitions sur route et sur piste.

## Biographie
A l'occasion de la Primus Classic 2018, une course en Belgique, Vasyliev est contrôlé positif à la méthylhexanamine. Il est suspendu pour dopage pendant 10 mois, à savoir du 15 septembre 2018 au 28 août 2019.

## Palmarès sur route

### Par année
- 2010
  - Pologne-Ukraine :
    - Classement général
    - 2e étape

  - 2e du championnat d'Ukraine sur route espoirs
- 2011
  - 2e étape du Sibiu Cycling Tour
  - 2e du championnat d'Ukraine du contre-la-montre espoirs
- 2012
  - 3e étape du Tour de Roumanie
  - 2e du championnat d'Ukraine sur route espoirs
- 2014
  - 6e étape du Grand Prix de Sotchi
- 2015
  - 3e du Grand Prix ISD
- 2017
  - Grand Prix de la ville de Vigo I
- 2018
  -  Champion d'Ukraine du critérium
  - 3e du championnat d'Ukraine sur route

### Classements mondiaux
| Année           | 2010   | 2011 | 2012 | 2013 | 2014 | 2015 | 2016 | 2017   |
| --------------- | ------ | ---- | ---- | ---- | ---- | ---- | ---- | ------ |
| UCI Asia Tour   |        |      | 248e |      |      |      | 205e |        |
| UCI Europe Tour | 1 158e | 556e | 404e | 676e | 554e | 269e | 832e | 1 588e |

## Palmarès sur piste

### Championnats du monde
- Cali 2014
  - 13e de la poursuite par équipes

### Championnats nationaux
- 2014
  - 2e du championnat d'Ukraine du kilomètre
  - 2e du championnat d'Ukraine de poursuite par équipes
- 2015
  -  Champion d'Ukraine de poursuite par équipes (avec Vitaliy Hryniv, Roman Gladysh, Vladislav Kreminskyi et Volodymyr Dyudya)
- 2017
  -  Champion d'Ukraine de poursuite par équipes (avec Volodymyr Dzhus, Ilya Klepikov et Roman Seliverstov)
- 2023
  -  Champion d'Ukraine de poursuite par équipes (avec Roman Gladysh, Yaroslav Kozakov, Vitaliy Hryniv et Vladyslav Shcherban)
  -  Champion d'Ukraine de l'américaine (avec Roman Gladysh)
  - 2e du championnat d'Ukraine du scratch